# Coenraad Willem Johan Bouwmeester
Coenraad Willem Johan Bouwmeester (Borne, 20 januari 1840 - Ede, 24 juni 1922) was een Nederlandse burgemeester.
Bouwmeester was een zoon van de predikant Johannes Wilhelmus Bouwmeester en Johanna Wilhelmina Voltelen. Bouwmeester werd in 1867 benoemd tot burgemeester van het Drentse Dalen als opvolger van Johannes Albertus ten Holte, die in 1870 overleed. In 1873 sprak hij koning Willem III toe tijdens diens bezoek aan enkele Drentse gemeenten.. Bouwmeester bleef tot 1913 burgemeester van Dalen waarbij hij werd opgevolgd door J.A. ten Holte; een kleinzoon van zijn voorganger. Zijn broer Alexander Carel Jan Frederik was burgemeester van Rolde en zijn broer Arnold Willem was burgemeester van Peize en van Gieten.
Bouwmeester trouwde op 12 april 1870 te Laar met Maria Georgina Hoogklimmer, dochter van de predikant Hendrik Martin Hoogklimmer en Anna Agneta Stork.